# Musca depicta

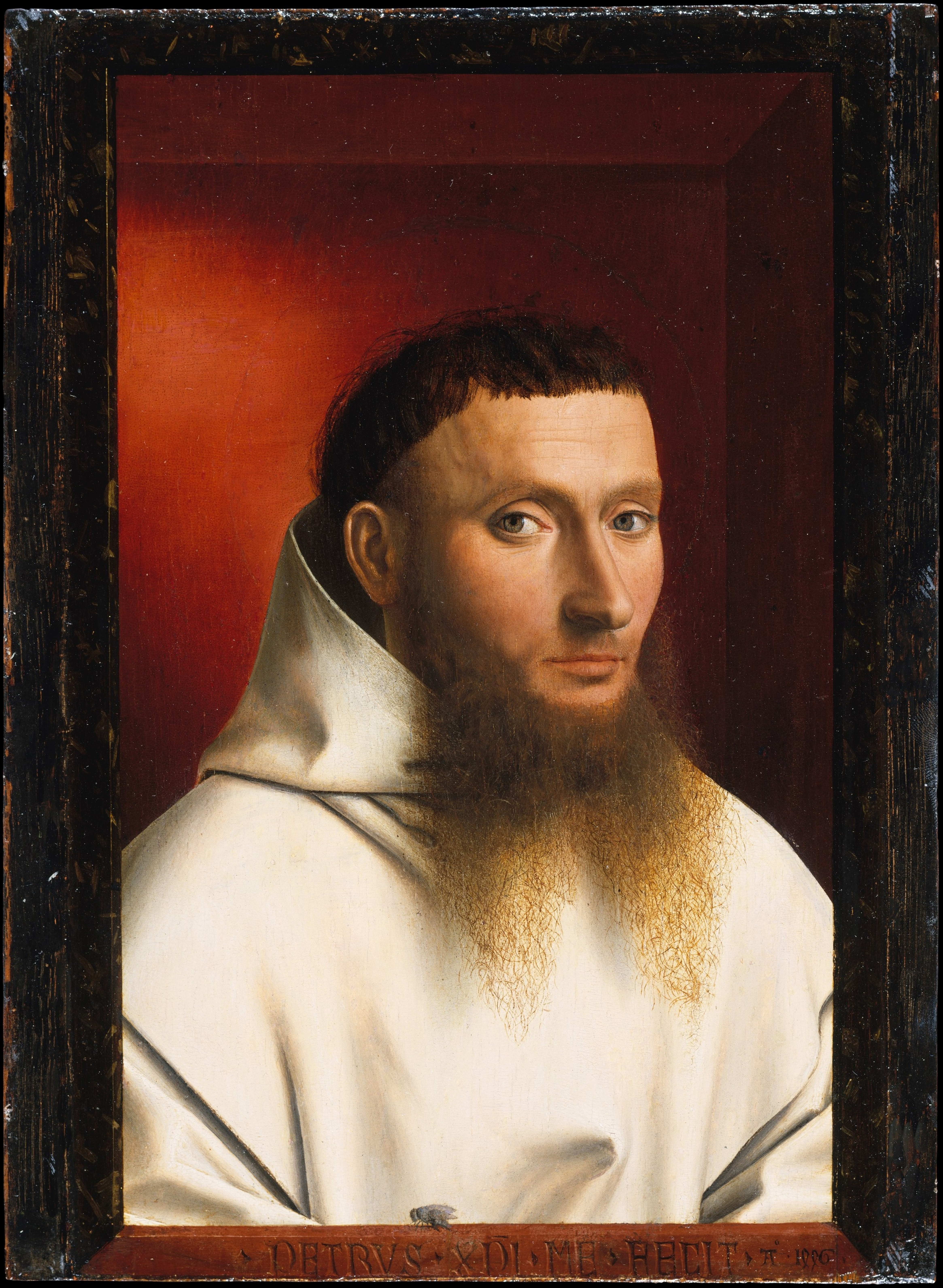
Petrus Christus’ Porträt eines Kartäusers mit einer musca depicta am Trompe-l’œil-Rahmen.

Musca depicta ist der Name für die Manier von Malern, ein Insekt (meistens eine Fliege) auf einem Bild mit anderem Sujet mit abzubilden. Musca depicta ist Latein und wird meist mit „abgebildete Fliege“ übersetzt. Der Plural ist dementsprechend Muscae depictae. Die Manier war unter mitteleuropäischen Malern des 15. und 16. Jahrhunderts verbreitet und wird von Kunsthistorikern sehr unterschiedlich interpretiert.

## Interpretationen

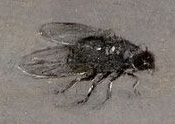
Detail von Clara Peeters’ Stillleben mit Façon-de-Venise-Glas, Römer und einer Kerze (siehe unter „Beispielbilder“)

In der Encyclopedia of Insects gibt James N. Hogue folgende Gründe an, ein Insekt abzubilden: als Scherz, um zu zeigen, dass auch unbedeutende Lebewesen verdienen, abgebildet zu werden, als ein Zeichen künstlerischer Freiheit, um aufzuzeigen, dass ein Porträt nach dem Tod der abgebildeten Person erstellt wurde, oder um die Werke früherer Künstler nachzuahmen. Für viele Kunsthistoriker hat die Fliege eine religiöse Bedeutung und versinnbildlicht entweder Sünde, Korruption oder Sterblichkeit.
Eine weitere Theorie besagt, dass Künstler der Renaissance versucht hätten, ihr Können in der Abbildung der Natur zu zeigen. André Chastel schrieb, Musca depicta sei ein „Emblem der Avantgarde in der Malerei“ der damaligen Zeit gewesen. Es gibt mehrere Anekdoten aus den Biographien von Künstlern, die besagen, dass jene als Lehrlinge Fliegen gezeichnet hätten, die ihre Lehrmeister für real gehalten hätten. Bekannte Beispiele für diese Anekdote sind Giotto mit seinem Lehrmeister Cimabue oder Andrea Mantegna mit seinem Lehrmeister Francesco Squarcione. Gemäß Kandice Rawlings waren diese Geschichten weit verbreitet, was zum humoristischen Aspekt der Trompe-l’œil-Fliegen beigetragen habe.
In einem Kommentar zum Porträt von Francysk Skaryna lenkt Ilja Lemeschkin die Aufmerksamkeit auf die Abbildung einer Fliege am Rande einer Seite von Skarnyas Bibel. Gemäß Lemeschkin dient die Fliege in dieser Abbildung dazu, aufzuzeigen, dass es sich bei dieser Bibel lediglich um eine Abbildung und kein Kultobjekt handelt.
Gemäß Andor Pigler hatte die abgebildete Fliege eine Unheil-abwendende Funktion. Kandice Rawlings bezweifelt dies und glaubt, Pigler hätte andere Traditionen, was Fliegen symbolisieren könnten, außer Acht gelassen.

## Trompe-l’œil-Fliege
Sowohl Konečný, der über Dürers Rosenkranzfest schreibt, als auch Lemeshkin, der Skarynas Porträt kommentiert, schreiben, dass die Fliegen nicht auf dem darunterliegenden gemalten Objekt sitzen, sondern darüber. Da die Fliegen auch überproportional groß seien, handelt es sich gemäß Konečný dabei um ein Trompe-l’œil. Es soll der Eindruck vermittelt werden, die Fliegen säßen auf dem Bild. Er merkt auch an, die Fliege auf dem Porträt eines Kartäusers verstärke den Eindruck des Trompe-l’œil-Rahmens noch. Dieses Bild ist das früheste bekannte Tafelbild mit einer Trompe-l’œil-Fliege.
Es gibt über zwanzig bekannte Bilder mit solchen Fliegen aus den Niederlanden, Deutschland und aus Norditalien. Diese können auf einen Zeitraum von 1450 bis 1510 datiert werden, wie André Chastel in seinem Buch über die Musca depicta schreibt. Acht dieser Bilder sind Porträts, dreizehn sind religiöse Miniaturen, und bei nur zweien handelt es sich um großformatige Bilder. Gemäß Chastel sind Trompe-l’œil-Fliegen bis zu einem gewissen Grad eine Modeerscheinung, später fanden die Künstler andere Wege, ihr Können zu beweisen.

## In der Populärkultur
Im Film The Burnt Orange Heresy von 2019 ist die Musca depicta ein wiederkehrendes Motiv. Laut dem Protagonisten, einem Kunsthändler, versinnbildlicht es die Korruptheit der Frau, die er trifft.

## Beispielbilder

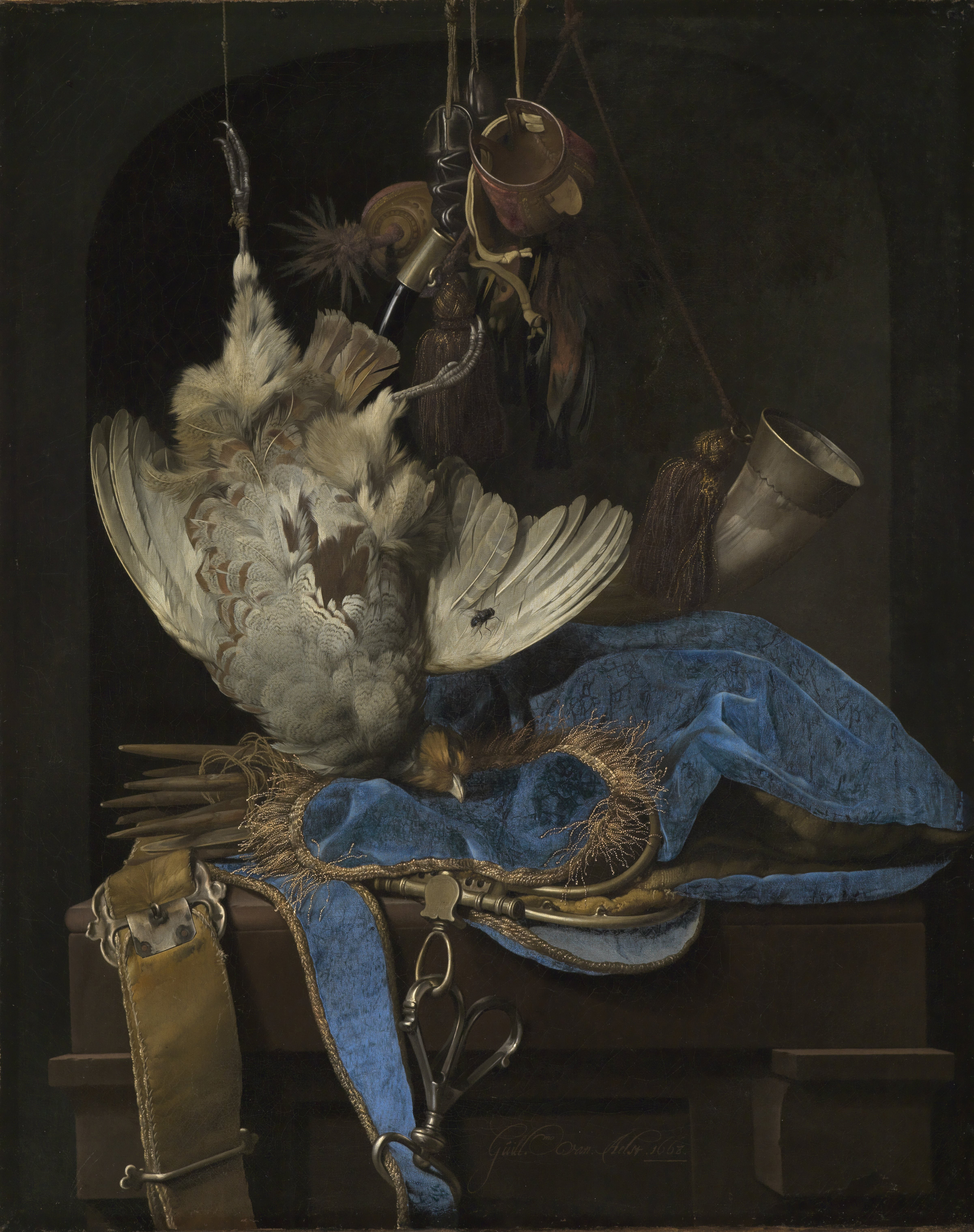
Willem van Aelst, Stillleben mit Jagdausrüstung
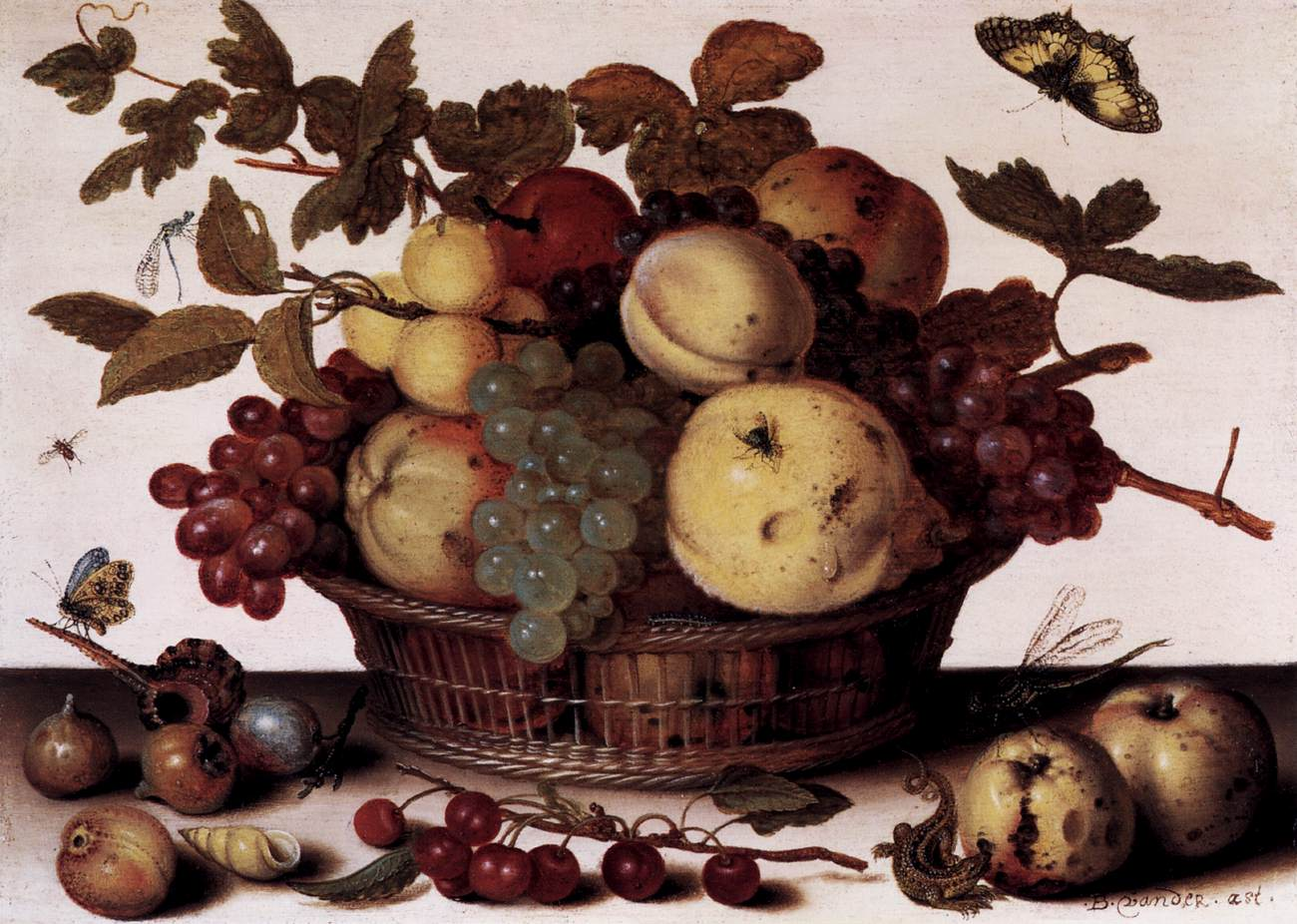
Balthasar van der Ast, Fruchtkorb
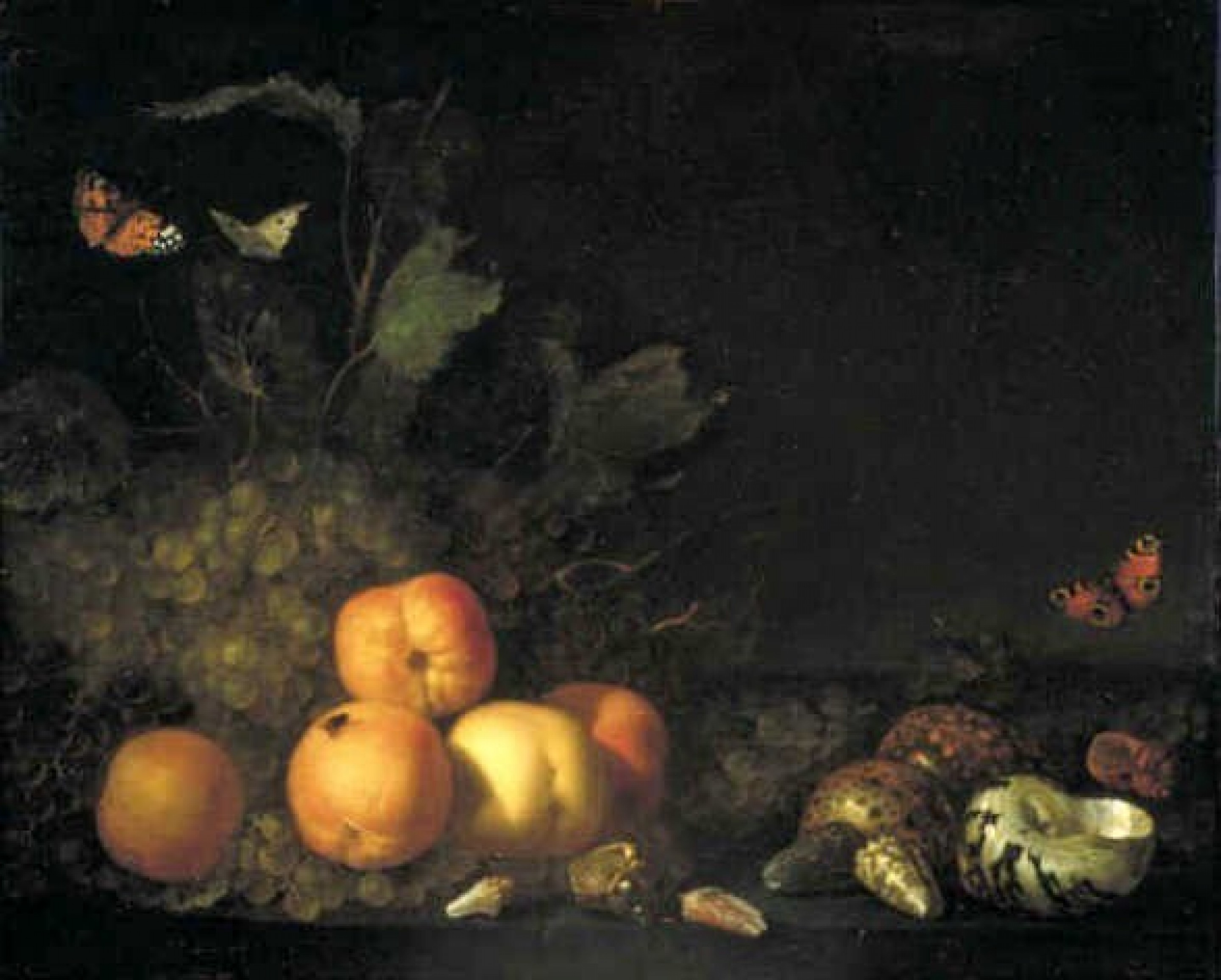
Abraham van Calraet, Stilleven met vruchten en schelpen
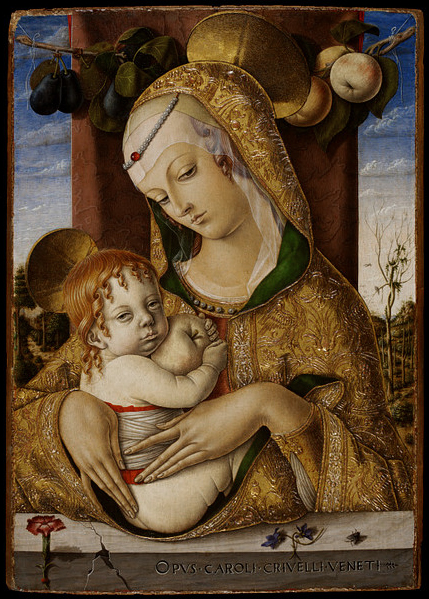
Carlo Crivelli, Madonna mit Kind
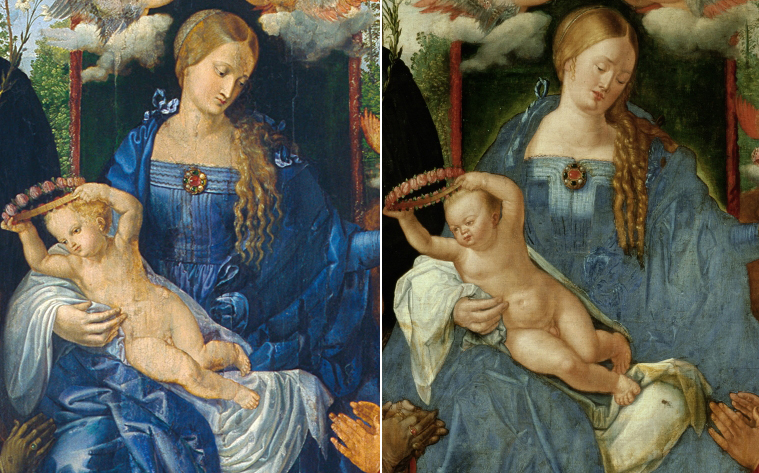
Vergleich der Versionen von Albrecht Dürers Rosenkranzfest
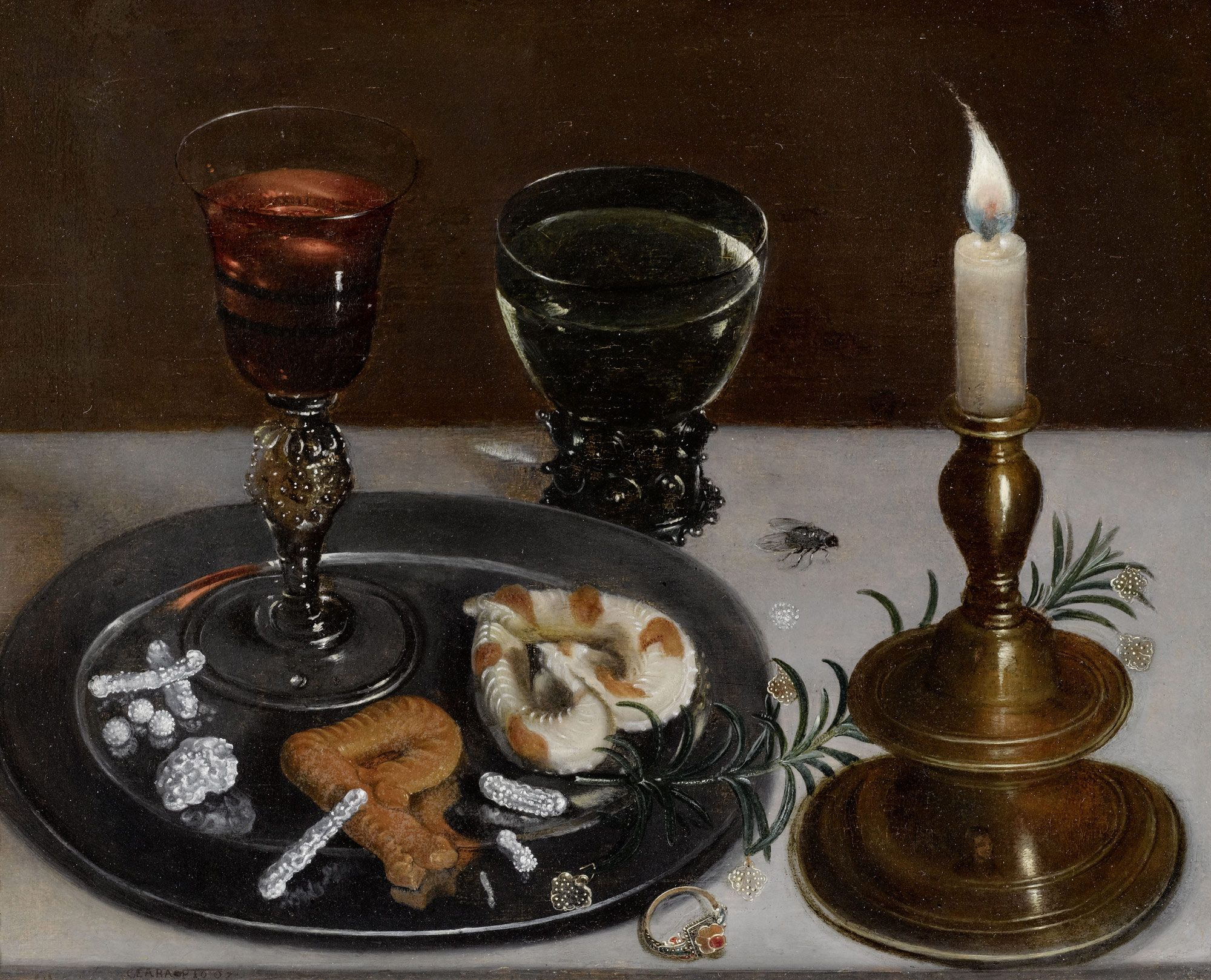
Clara Peeters, Stillleben mit Façon-de-Venise-Glas, Römer und einer Kerze